# Los Pirules, Michoacán de Ocampo
Los Pirules är en ort i Mexiko.   Den ligger i kommunen Morelia och delstaten Michoacán de Ocampo, i den södra delen av landet, 210 km väster om huvudstaden Mexico City. Los Pirules ligger 2 008 meter över havet och antalet invånare är 439.
Terrängen runt Los Pirules är huvudsakligen kuperad, men norrut är den platt. Terrängen runt Los Pirules sluttar norrut. Runt Los Pirules är det ganska tätbefolkat, med 124 invånare per kvadratkilometer. Närmaste större samhälle är Morelia, 7,3 km väster om Los Pirules. I omgivningarna runt Los Pirules växer huvudsakligen savannskog.